# Coenonympha elko
Coenonympha elko är en fjärilsart som beskrevs av Edwards 1880. Coenonympha elko ingår i släktet Coenonympha och familjen praktfjärilar. Inga underarter finns listade i Catalogue of Life.